# Camora (football)
Pour les articles homonymes, voir Camora, Malino et Paulino.
Camora, de son nom complet Mário Jorge Malino Paulino, né le 21 septembre 1986 à Samora Correia au Portugal, est un footballeur international roumain qui joue au poste d'arrière gauche au CFR Cluj.

## Biographie

### En club
Lors de la saison 2012-2013, il participe avec le CFR Cluj à la phase de groupe de la Ligue des champions (six matchs joués).
En 2016, il remporte avec Cluj la Coupe de Roumanie, en battant le Dinamo Bucarest en finale après une séance de tirs au but.
En 2020, il dispute avec cette même équipe les seizièmes de finale de la Ligue Europa, face au Séville FC.

### En sélection nationale
Camora reçoit sa première sélection avec l'équipe de Roumanie lors de la demi-finale des barrages de qualification pour l'Euro 2020. Il ne peut empêcher la défaite de son équipe sur le score de 2-1 contre l'équipe d'Islande.

## Palmarès
| Beira Mar - Championnat du Portugal D2 (1) : - Champion : 2005-06.                                                                                         |  | CFR Cluj \| - Championnat de Roumanie (4) : - Champion : 2011-12, 2017-18, 2018-19 et 2019-20. - Coupe de Roumanie (1) : - Vainqueur : 2015-16. - Finaliste : 2012-13. \| \| - Supercoupe de Roumanie (1) : - Vainqueur : 2018. - Finaliste : 2012, 2016 et 2019. \| |
| - Championnat de Roumanie (4) : - Champion : 2011-12, 2017-18, 2018-19 et 2019-20. - Coupe de Roumanie (1) : - Vainqueur : 2015-16. - Finaliste : 2012-13. |  | - Supercoupe de Roumanie (1) : - Vainqueur : 2018. - Finaliste : 2012, 2016 et 2019. |